# Chaca bankanensis
Chaca bankanensis е вид лъчеперка от семейство Chacidae. Видът не е застрашен от изчезване.

## Разпространение и местообитание
Разпространен е в Индонезия (Калимантан и Суматра), Малайзия (Западна Малайзия и Саравак) и Тайланд.
Обитава сладководни басейни, реки и потоци.

## Описание
На дължина достигат до 20 cm.